# Roberto Machusso
Roberto Zuasnabar Machusso (ur. 4 stycznia 1954 w São Paulo) – brazylijski judoka. Olimpijczyk z Montrealu 1976, gdzie zajął trzynaste miejsce w wadze półśredniej.
Uczestnik mistrzostw świata w 1973 i 1975. Srebrny medalista igrzysk panamerykańskich w 1975 i brązowy w 1979. Mistrz panamerykański w 1976 i drugi w 1978. Wicemistrz świata juniorów w 1974 roku. 

## Letnie Igrzyska Olimpijskie 1976
| Konkurencja | Eliminacje          | Eliminacje            | Klas. końcowa |
| Konkurencja | Przeciwnik I        | Przeciwnik II         | Miejsce       |
| ----------- | ------------------- | --------------------- | ------------- |
| 70 kg       | Yona Melnik (ISR) Z | Lee Chang-sun (KOR) P | 13.           |